# Gabriele Lesser
Gabriele Alexandra Lesser (ur. 16 maja 1960 we Frankfurcie nad Menem) – niemiecka dziennikarka i historyk, specjalizująca się w zagadnieniach II wojny światowej i okupacji Polski, republik bałtyckich i Ukrainy w latach 1939–1945.
Jest korespondentką czasopism niemieckich, austriackich i szwajcarskich, regularnie publikuje wiadomości, reportaże i analizy o Polsce, Ukrainie, republikach bałtyckich i obwodzie królewieckim. Napisała szereg książek o współczesnej Polsce, historii tajnych kompletów w Krakowie podczas II wojny światowej oraz przewodnik po Mazurach i Pojezierzu Mazurskim.

## Literatura
- Tomasz Potkaj Dwanaście segregatorów Gabrieli Lesser Tygodnik Powszechny Nr. 8/2004